# 喬爾加瓦伯村 (阿姆拉什縣)
喬爾加瓦伯村（波斯語：جورگوابر），是伊朗吉兰省阿姆拉什县兰库区沙布庫斯拉特鄉的一个村。2006年人口普查顯示該村人口为501人，分佈在140个家庭中。